# Wicken (herb szlachecki)
Wicken – polski herb szlachecki z nobilitacji.

## Opis herbu
Opis z wykorzystaniem zasad blazonowania, zaproponowanych przez Alfreda Znamierowskiego:
Na tarczy dzielonej w słup, w polu prawym, złotym, połuorzeł czarny;

W polu lewym, srebrnym, lilia czerwona.

Klejnot: lilia jak w godle między dwoma skrzydłami orlimi - prawym w pas czarno-złotym, lewym w pas czerwono-srebrnym.

Labry: z prawej złote, podbite czernią, z lewej srebrne, podbite czerwienią.

## Najwcześniejsze wzmianki
Nadany Mikołajowi von Wicken, rajcy ryskiemu i braciom Janowi i Hermanowi 4 stycznia 1580.

## Herbowni
Ponieważ herb Wicken był herbem własnym, prawo do posługiwania się nim przysługuje tylko jednemu rodowi herbownemu:
Wicken.